# Stahioza
Stahioza je tetrasaharid koji se sastoji od dve α-D-galaktozne jedinice, jedne α-D-glukozne jedinice, i jedne β-D-fruktozne jedinice sekvenciono povezane kao gal(α1→6)gal(α1→6)glc(α1↔2β)fru. Stahioza se prirodno javlja u brojnom povrću (npr. u grašku, soji) i više drugih biljki.  
Stahioza je manje slatka od saharoze, oko 28% po težini. Ona se uglavnom koristi kao zaslađivač. Stahioza se ne svaruje u potpunosti u ljudskom organizmu. Ona pruža 1,5 do 2,4 /g (6 do 10 [[Џул|). 